# Міністерство алії та інтеграції Ізраїлю
Міністерство алії та інтеграції Ізраїлю (івр. המשרד לקליטת העלייה, Місрад ле-клітат га-алія) — одна з урядових установ Ізраїлю; відповідає за реалізацію державної політики у сфері імміграції. Спочатку було створене у 1948-ому році і проіснувало 3 роки, після чого було відтворене у 1968-ому після хвилі імміграції внаслідок Шестиденної війни.
6 жовтня 2013 було затверджено нову назву міністерства — «Міністерство алії та абсорбції». Поточна назва міністерства у дії з 2017 року.

## Області відповідальності
Міністерство алії та інтеграції відповідає за допомогу, що надається з боку держави Ізраїль іммігрантам та ізраїльтянам, які повернулися після життя за кордоном протягом тривалого часу. Воно відповідає за надання всебічної допомоги і за моніторинг іммігрантів, об'єднуючи всі сфери життя ізраїльського суспільства. Міністерство допомагає знайти житло, отримати роботу, а також сприяє спрощенню взаємодії іммігрантів з установами та організаціями в країні.
Мета полягає в тому, щоб визначити професійний потенціал іммігрантів і допомогти їм у його реалізації, тим самим сприяти інтеграції іммігрантів в ізраїльське суспільство.
Міністерство алії та інтеграції прагне дати іммігрантам інструменти, необхідні для того, щоб впоратися з проблемами абсорбції, за допомогою яких вони могли б найкращим чином досягти максимальної інтегрованості у справи нової для них держави.